# Norsko na Zimních olympijských hrách 1928
Norsko na Zimních olympijských hrách 1928 v Svatý Mořic reprezentovalo 25 sportovců, z toho 22 mužů a 3 ženy. Nejmladším účastníkem byl Sonja Henie (15 let, 312 dní), nejstarším pak Hagbart Håkonsen (32 let, 94 dní). Reprezentanti vybojovali 10 medailí, z toho 3 zlaté, 4 stříbrné a 3 bronzové.

## Medailisté
| Medaile | Jméno                | Sport              | Disciplína           |
| ------- | -------------------- | ------------------ | -------------------- |
| Zlato   | Johan Grøttumsbråten | Běh na lyžích      | Muži 18 km           |
| Zlato   | Sonja Henie          | Krasobruslení      | Ženy jednotlivci     |
| Zlato   | Johan Grøttumsbråten | Severská kombinace | Muži jednotlivci     |
| Zlato   | Alf Andersen         | Skoky na lyžích    | Muži normální můstek |
| Zlato   | Bernt Evensen        | Rychlobruslení     | Muži 500 m           |
| Zlato   | Ivar Ballangrud      | Rychlobruslení     | Muži 5 000 m         |
| Stříbro | Ole Hegge            | Běh na lyžích      | Muži 18 km           |
| Stříbro | Hans Vinjarengen     | Severská kombinace | Muži jednotlivci     |
| Stříbro | Sigmund Ruud         | Skoky na lyžích    | Muži normální můstek |
| Stříbro | Bernt Evensen        | Rychlobruslení     | Muži 1500 m          |
| Bronz   | Reidar Ødegård       | Běh na lyžích      | Muži 18 km           |
| Bronz   | John Snersrud        | Severská kombinace | Muži jednotlivci     |
| Bronz   | Roald Larsen         | Rychlobruslení     | Muži 500 m           |
| Bronz   | Ivar Ballangrud      | Rychlobruslení     | Muži 1 500 m         |
| Bronz   | Bernt Evensen        | Rychlobruslení     | Muži 5 000 m         |